# Estación Jardim Manguinhos
La Estación Jardim Manguinhos es una de las estaciones del Sistema de Trenes Urbanos de João Pessoa, situada en Cabedelo, entre la Estación Poço y la Estación Cabedelo.
Fue inaugurada en 2009 y atiende a todo el barrio de Jardim Manguinhos.